# Plamen Iliev
Plamen Ivanov Iliev (bulgariska: Пламен Иванов Илиев), född 30 november 1991, är en bulgarisk fotbollsmålvakt som spelar för Tjerno More. Han spelar även för Bulgariens landslag.

## Landslagskarriär
Iliev debuterade för Bulgariens landslag den 29 maj 2012 i en 2–0-förlust mot Turkiet, där han blev inbytt i den 76:e minuten mot Stoyan Kolev.